# Vicente Pascual y Esteban
Vicente Pascual y Esteban (1768-1815) fue un sacerdote y político español, diputado y presidente de las Cortes de Cádiz.

## Biografía
Nació el 22 de enero de 1768 en la localidad turolense de Rubielos de Mora. Es de suponer que en su carrera de sacerdote se distinguiese, porque, joven aún, ganó por oposición la plaza de canónigo doctoral de la colegiata de Mora de Rubielos, cargo que desempeñaba en 1796. También fue canónigo en la catedral de Teruel. Habría mantenido una amistad estrecha con Isidoro de Antillón, quien influyó grandemente en sus ideas, según Domingo Gascón. Diputado en las Cortes de Cádiz, llegó a ser presidente de las mismas. Murió unos pocos años después, presuntamente el 24 de mayo de 1815.